# Замок Де Хаар
Замок де Хаар (нидерл. Kasteel de Haar, ранее Het Huys te Haer) — монументальный неоготический замок в утрехтской деревне Хаарцуйленс. Является самым большим замком в Нидерландах. Спроектирован и построен мастером голландской неоготики Кёйперсом для членов семейства Ротшильдов в 1892 году на руинах старого замка. В ансамбль замка также входят часовня и большой парк с садами и постройками. Прилегающая к замковому комплексу деревня имеет прочную связь с замком и представляет собой охраняемую государством территорию.

## История
Нет документов и планов, показывающих, как именно выглядели постройки первого замка. Вероятно, это была укрепленная башня предназначенная для проживания, на участке, обнесенном рвом, построенная в XII веке. Первое письменное упоминание о замке в документах было датировано в 1391 году. Место представляло собой укрепленную башню на территории, окруженной рвом с водой. В это время, согласно документам, территория с постройками была в феодальном владении у Хендрика Ван Вианена (Hendrik van Vianen). Башня находилась вблизи исчезнувшего ныне притока реки Рейн. На протяжении многих лет замок строили и увеличивали территорию, занимаемую укреплением. Замок в тот период принадлежал роду Де Хаар около 50 лет. Последний владелец не имел детей и наследника.
В 1449 году, после брака Йосины Ван де Хаар (Josina van de Haar) с Дирком Ван Зёйлен Ван Хармелен (Dirk van Zuylen van Harmelen), замок и территория перешли во владение семьи Ван Зёйлен (Van Zuylen), которая до настоящего времени владела этим замком. За свою раннюю историю замок подвергался многочисленным нападениям и разрушениям. В 1482 году здание серьезно пострадало во время «Войны крючков и трески». Сильнейший ущерб был также нанесен замку и территории во время торнадо в 1674 году, который также повредил главный собор в Утрехте.

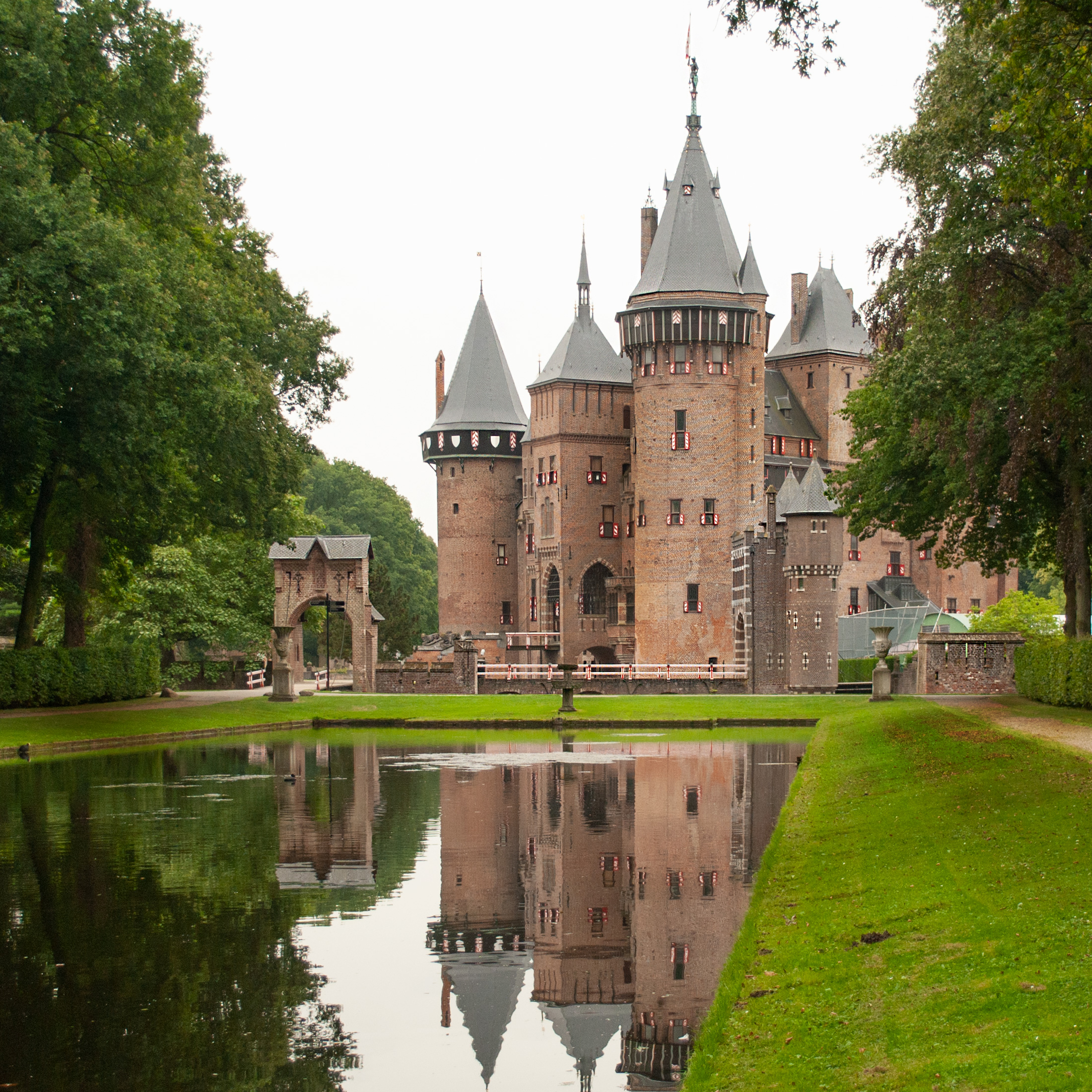
Вид на замок Де Хаар

Права на замок и прилегающие земли достались католической ветви семьи Van Zuylen van Nievelt, которая находились в Южной Голландии и Брюгге. Последний голландский владелец замка Антон-Мартинус Ван Зёйлен Ван Нейевелт (Anton-Martinus van Zuylen van Nijevelt) (1708–1801) был холост. По причине отсутствия наследника он передал права на владение Замком де Хаар бургомистру Брюгге и члену парламента в Объединенном Королевстве Нидерландов Жан-Жаку Ван Зёйлен Ван Нейевелт (1752–1846). Он и его наследники оставались хозяевами замка, который не был заселён и приходил в упадок. К концу XIX века замок представлял лишь развалины.

### Реконструкция 1892 года
В 1890 году барон Этьен Ван Зёйлен Ван Нейевелт Ван Де Хаар (1860–1934) унаследовал руины замка от отца Густава Ван Зёйлена (Gustave van Zuylen) (1818–1890). 16 августа 1887 г. в Париже Этьен Ван Зёйлен женился на баронессе Хелен де Ротшильд (Hélène de Rothschild) (1863–1947), наследнице французской ветви Ротшильдов. Благодаря этому событию барон Этьен Ван Зёйлен получил огромное состояние и смог вложить средства в грандиозное восстановление и перестройку замка де Хаар. Для реконструкции замка был приглашен известный архитектор Питер Кёйперс (Pierre Cuypers), который занялся проектом в сотрудничестве с сыном Джозефом Кёйперсом. Работа заняла 20 лет (с 1892 по 1912 гг.). Несмотря на то, что барон и баронесса не планировали постоянно проживать в замке, архитектору были поставлены впечатляющие задачи. Замок должен быть оборудован основными удобствами, которые были доступными в Европе в XIX веке. Необходим был впечатляющий для всей аристократии внешний вид, комфорт для пребывания в замке, доступность для посещения, все доступные развлечения гостей в сентябре каждого года. Было спроектировано и установлено электрическое освещение с собственным генератором, центральное паровое отопление. Кухня замка также была весьма современной для того времени. Сохранилась большая часть медной посуды и утвари и оснащена огромной угольной плитой фирмы Drouet. Кухня украшена плитками с изображением гербов семей Ван де Хаар и Ван Зёйлен, специально изготовленными фабрикой Van Hulst из Харлингена.
Традиция владельцев посещать замок у членов семьи в сентябре сегодня продолжается. Последний владелец Тьери Ван Зёйлен Ван Нейевелт ван де Хаар (1932–2011) в сентябре каждого года жил в замке вместе с членами семьи, с гостями и обслуживающим персоналом. В это время замок был закрыт для посещения публики.

### Новые владельцы
Замок де Хаар не принадлежит более семейству Ван Зёйлен. Сам замок и территория с парком и монументальными водоемами (55 га), плюс окружающая территория и деревня Хаарзёйленс (Haarzuilens) (350 га) с 2000 года перешел в собственность "Ассоциации по охране памятников природы в Нидерландах". В собственности семьи Ван Зёйлен до сих пор остается шале на территории замкового комплекса. Также семья Ван Зёйлен оставалась некоторое время владельцами мебели расположенной в замке и обширной коллекции произведений искусства. Ценность коллекции по оценке на сегодняшний день, превышает 28 млн евро. Но после смерти Тьери Ван Зёйлен в 2011 году, его дочери не стали выплачивать налоги для вступления в наследство и посчитали, что лучшим решением будет создать Фонд «Замок де Хаар» и передать всю коллекцию в собственность этого фонда. Событие состоялось 7 ноября 2012 г. благодаря поддержке BankGiro Loterij, Ассоциации Рембранта, VSB фонда, Фонда культуры принца Бернарда, K. F. Heinfonds, Фонда Мондриана, Фонда Национального Искусства, SNS REAAL фонда и при участии провинции и города Утрехт. Передача произведений искусств фонду была призвана сохранить всю коллекцию целиком в одном месте — в этом замке.

## Интерьер
Интерьер замка впечатляет размерами и роскошью отделки. Основная часть помещений выполнена в стиле «неоготики». Основные детали, такие, как скульптуры из известняка, дубовые резные элементы, витражи и эмаль, кованые железные элементы — изготовлены в Рурмонде мастерами, которые давно сотрудничали с Кёйперсом. В интерьере центрального зала расположены готические оконные проемы, розетки, резные архитектурные элементы, которые предназначены напоминать интерьер католических храмов. Кроме самого замка, ворот, мостов и хозяйственных построек, Кёйперс спроектировал обеденный стол и комплекты стульев, скамьи, посуду, столовые приборы. Таким образом, архитектура замка и наполняющие его предметы декоративно-прикладного искусства образуют единое целое.
В замке можно увидеть детали, указывающие на еврейское происхождение семьи Ротшильд. Это звезды Давида на балках в рыцарском зале и фамильном гербе, рука с пятью стрелами над дверью между большим залом и библиотекой. Гораздо больше деталей содержат знаки семей Ван де Хаар и Ван Зёйлен. Они присутствуют практически во всем замке в декоре, на оружии. Также можно увидеть фамильные девизы: «A majoribus et virtute» и «Non Titubans». Комнаты замка богато украшены различными шедеврами, антикварной китайской и японской керамикой, гобеленами XVI–XVII веков, различными картинами и панно с религиозной тематикой.

## Парк

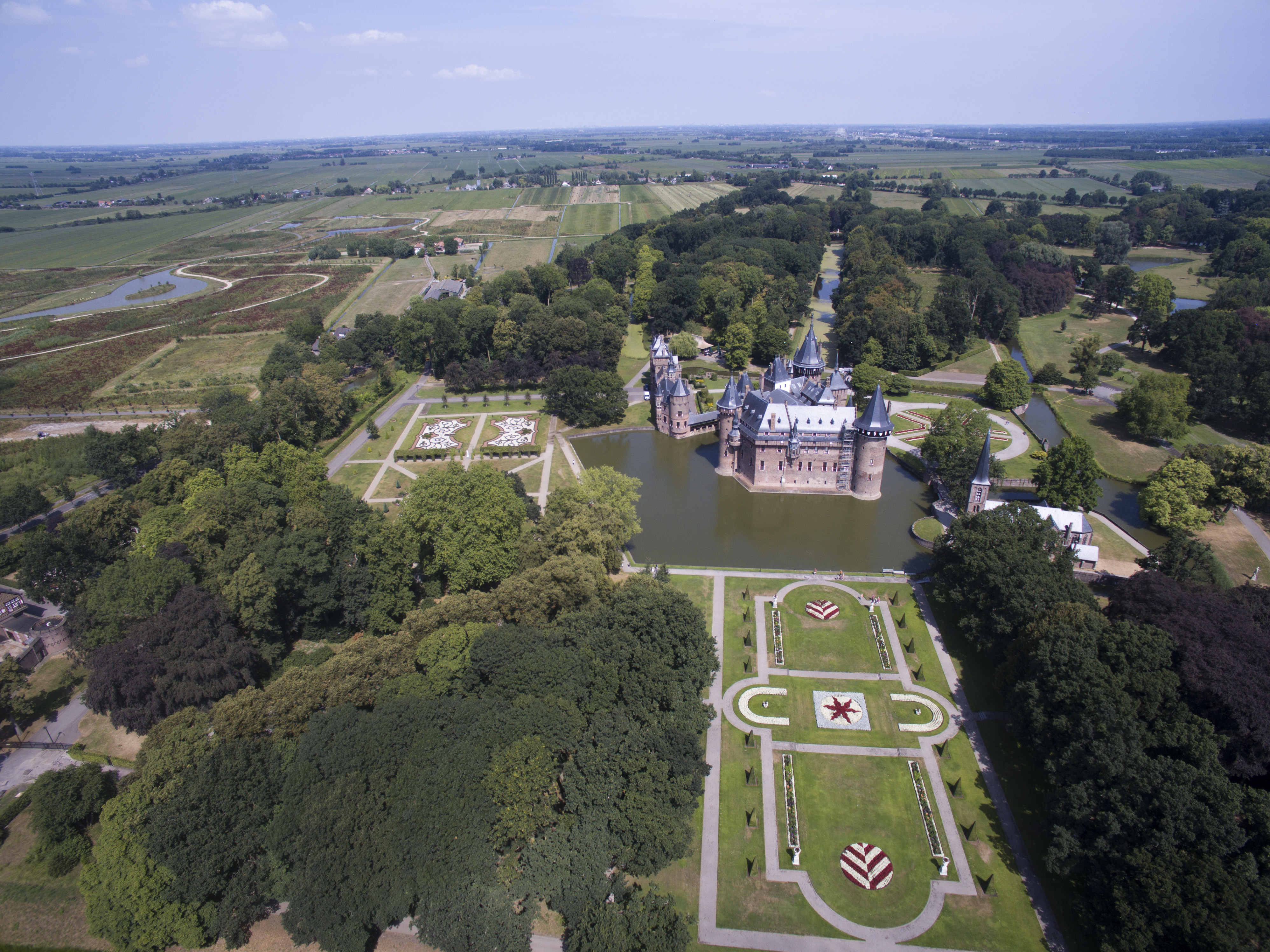
Вид на замок с птичьего полёта

Замок де Хар был специально спроектирован Хенриком Копейном в сотрудничестве с архитектором Питером Кёйперсом. Для парка были закуплены, доставлены и высажены около 7000 взрослых деревьев и растений.
Зонирование парка было осуществлено в классическом английском стиле с водоемами, группами деревьев, романтическими дорожками и мостами. В отличие от парка, сад цветов был спроектирован во французском стиле. Во время Второй Мировой Войны розарий и парк не получали должного ухода. В этот период на его территории выращивались овощи, а многие деревья были спилены и использовались в качестве дров для отопления. В послевоенный период сады и парк были максимально возможно восстановлены в своем первоначальном виде.